# HD89385
HD89385 — хімічно пекулярна зоря спектрального класу B9, що має видиму зоряну величину в смузі V приблизно  8,4.
Вона  розташована на відстані близько 888,7 світлових років від Сонця.

## Пекулярний хімічний склад
Зоряна атмосфера HD89385 має підвищений вміст 
Cr
.